# NGC 2770A
NGC 2770A (другие обозначения — MCG 6-20-36, KUG 0906+333A, PGC 82318) — галактика в созвездии Рысь.
Этот объект не входит в число перечисленных в оригинальной редакции «Нового общего каталога» и был добавлен позднее.